# Hermann Petermann (Politiker)
Hermann Petermann (* 4. März 1897 in Wildeshausen; † 1977) war ein deutscher Unternehmer und Politiker (NSDAP, FDP).

## Leben und Wirken
Als Fabrikant trat Hermann Petermann zum 1. Juni 1930 der NSDAP bei (Mitgliedsnummer 244.462) und wurde 1931 Ortsgruppenleiter in Wildeshausen. Nach der „Machtergreifung“ der Nationalsozialisten 1933 erfolgte seine Wahl zum Bürgermeister der Stadt und er blieb bis zu seiner Amtsenthebung nach Ende des Zweiten Weltkrieges 1945 im Amt. Er wurde von der englischen Besatzungsmacht interniert und gerichtlich verurteilt. Einige Zeit später trat er der FDP bei. 1964 erfolgte seine Wahl zum Landrat des Landkreises Oldenburg. Diese Funktion übte er bis 1968 aus und wurde 1968 erneut zum Bürgermeister von Wildeshausen gewählt und war gleichzeitig bis 1972 stellvertretender Landrat. 1970 gab er das Bürgermeisteramt ab und blieb bis 1976 stellvertretender Bürgermeister. Im darauffolgenden Jahr starb Petermann im Alter von 80 Jahren.

## Ehrungen
Petermann wurde im Jahr seines Todes 1977 mit dem Bundesverdienstkreuz ausgezeichnet. In Wildeshausen wurde 1982 eine Straße nach ihm benannt. Aufgrund seiner NS-Vergangenheit benannte 2013 der Rat der Stadt nach zweijährigen Kontroversen die „Bürgermeister-Petermann-Straße“ in „Am Weizengrund“ um.